# Condado de Hamilton (Texas)
O condado de Hamilton é um dos 254 condados do estado norte-americano do Texas. A sede do condado é Hamilton, e sua maior cidade é Hamilton.
O condado possui uma área de 2 166 km² (dos quais 2 km² estão cobertos por água), uma população de 8 229 habitantes, e uma densidade populacional de 4 hab/km² (segundo o censo nacional de 2000).
O condado foi criado em 1856.